# Papieska Rada Cor Unum
Papieska Rada Cor Unum (łac. Pontificium Consilium "Cor Unum") – jedna z dykasterii kurii rzymskiej działających w przeszłości przy Stolicy Apostolskiej. 
Zadaniem Rady było koordynowanie działań związanych z akcjami humanitarnymi i pomocą Watykanu w przypadkach kataklizmów. Rada koordynowała  całościowo katolickie dzieła charytatywne. Prowadziła również nadzór nad działalnością Caritas Internationalis.

## Historia
Radę powołał do życia papież Paweł VI w 1971.
Z dniem 1 stycznia 2017 jej kompetencje przejęła nowo utworzona Dykasteria ds. Integralnego Rozwoju Człowieka.

## Przewodniczący Rady
- Jean-Marie Villot (1971–1978)
- Bernardin Gantin (1978–1984)
- Roger Etchegaray (1984–1995)
- Paul Josef Cordes (1995–2010)
- Robert Sarah (2010–2014)